# Ljevišta
Ljevišta este un sat din comuna Kolašin, Muntenegru. Conform datelor de la recensământul din 2003, localitatea are 72 de locuitori (la recensământul din 1991 erau 104 locuitori).

## Demografie
În satul Ljevišta locuiesc 61 de persoane adulte, iar vârsta medie a populației este de 41,8 de ani (41,6 la bărbați și 41,9 la femei). În localitate sunt 20 de gospodării, iar numărul mediu de membri în gospodărie este de 3,60.
Această localitate este populată majoritar de sârbi (conform recensământului din 2003).
|  |

| Demografie | Demografie | Demografie |
| An         | Locuitori  | Locuitori  |
| ---------- | ---------- | ---------- |
|            |            |            |
|            |            |            |
|            |            |            |
|            |            |            |
| 1948       | 192        |            |
| 1953       | 235        |            |
| 1961       | 261        |            |
| 1971       | 242        |            |
| 1981       | 181        |            |
| 1991       | 104        | 104        |
| 2003       | 72         | 72         |

| \| Componența etnică conform recensământului din 2003[2] \| Componența etnică conform recensământului din 2003[2] \| Componența etnică conform recensământului din 2003[2] \| Componența etnică conform recensământului din 2003[2] \| Componența etnică conform recensământului din 2003[2] \| \| ----------------------------------------------------- \| ----------------------------------------------------- \| ----------------------------------------------------- \| ----------------------------------------------------- \| ----------------------------------------------------- \| \| \| \| \| \| \| \| Sârbi \| Sârbi \| \| 47 \| 65,27% \| \| Muntenegreni \| Muntenegreni \| \| 24 \| 33,33% \| \| necunoscută \| necunoscută \| \| 0 \| 0% \| |              |  |    |        |
| Componența etnică conform recensământului din 2003 |              |  |    |        |
| |              |  |    |        |
| Sârbi | Sârbi        |  | 47 | 65,27% |
| Muntenegreni | Muntenegreni |  | 24 | 33,33% |
| necunoscută | necunoscută  |  | 0  | 0%     |